# Cratere Trinculo
Trinculo è un cratere sulla superficie di Miranda.